# Schizocosa ocreata
Schizocosa ocreata là một loài nhện trong họ Lycosidae.
Loài này thuộc chi Schizocosa. Schizocosa ocreata được Nicholas Marcellus Hentz miêu tả năm 1844.